# Тягульський Володимир Григорович
Володи́мир Григо́рович Тягу́льський (нар. 10 серпня 1954, Могилів-Подільський, Вінницька область, Українська РСР,  СРСР) — радянський та український залізничник, начальник Південно-Західної залізниці (2015—2017), Заслужений працівник транспорту України (2003).

## Життєпис
Народився у Могилеві-Подільському, що на Вінниччині. Батько Володимира працював мостовиком на ділянці шляху і хлопець вирішив продовжити сімейну справу, вступивши до Дніпропетровського інституту інженерів транспорту на факультет «Мости та тунелі».
У 1993 році, під час ліквідації наслідків розмиття насипу на залізничному переїзді, Тягульський познайомився з очільником Південно-Західної залізниці Борисом Олійником, який незабаром призначив його своїм помічником. Після трагічної загибелі Олійника, Володимир Тягульський не втратив посаду, а успішно співпрацював і з наступними начальниками залізниці.
Влітку 2001 року, під час керівництва Укрзалізницею Георгія Кирпи, Тягульського було звільнено з посади заступника начальника Південно-Західної залізниці з колійного господарства через випадок групового травматизму з летальними наслідками при підготовці виконання колійних робіт на станції Плиски. Однак згодом Кирпа призначив його на посаду головного інженера Головного управління колійного господарства Укрзалізниці, а потім і головного інженера Південно-Західної залізниці. Проте незабаром між Кирпою та Тягульським стався ще один інцидент, внаслідок якого Володимир Григорович був усунутий від виконання обов'язків. Виною цьому стало небажання Тягульського затверджувати недосконалий технічний проект, що був поданий йому на розгляд. Дещо охоловши та розібравшись у ситуації, Кирпа поновив Володимира Тягульського на посаді, яку він займав аж до 2014 року.
28 березня 2013 року Тягульського було обрано головою наглядової ради ПАТ «Мостобуд», а влітку 2014 року призначено директором з інфраструктури Державної адміністрації залізничного транспорту України.
11 березня 2015 року рішенням Кабінету Міністрів України Тягульського було призначено на посаду виконуючого обов'язки начальника Південно-Західної залізниці на період перевірки фінансово-господарської діяльності підприємства. 16 березня під час виробничої наради до кабінету увійшли невідомі чоловіки в балаклавах та примусово вивели новопризначеного керівника з будівлі, після чого заблокували приміщення, перешкоджаючи роботі організації. Підозра у замовленні протиправних дій щодо Тягульського впала на відстороненого очільника Південно-Західної залізниці Олексія Кривопішина, що застосовував подібні методи до працівників залізниці й раніше.
З 26 березня 2015 року до 29 січня 2016 року — в. о. начальника ДТГО «Південно-Західна залізниця».
З 1 грудня 2015 року до березня 2017 року — директор регіональної філії «Південно-Західна залізниця».

## Нагороди
- Заслужений працівник транспорту України (30 липня 2003) — за вагомий особистий внесок у розвиток залізничного транспорту, введення в дію швидкісного руху поїздів на дільниці Дніпропетровськ — Київ[9]
- Почесна грамота Кабінету Міністрів України (2008)[10]